# 나정오류로
나정오류로(Najeongoryu-ro)는 대한민국의 경상북도 경주시 감포읍 나정리에서 오류리까지를 연결하는 도로이다.

## 역사
- 2017년: 감포읍 나정리에서 감포읍 오류리까지 잇는 국도 제31호선 일부 구간 개통

## 경로
참고로, 신호등이 있는 교차로 이면, ○표시
| 교차로 및 터널 이름  | 접속 노선            | 접속 노선                                      | 소재지 | 소재지 | 비고  |
| -------------------- | -------------------- | ---------------------------------------------- | ------ | ------ | ----- |
| (이름없음)           | (이름없음)           | 토함산로                                       | 경주시 | 감포읍 |       |
| 나정1교              |                      |                                                | 경주시 | 감포읍 |       |
| 나정교차로 (나정2교) | 나정교차로 (나정2교) | 경감로                                         | 경주시 | 감포읍 |       |
| 전촌교               |                      |                                                | 경주시 | 감포읍 |       |
| 전촌1교차로          | 전촌1교차로          | 경감로 (구. 4번국도)                           | 경주시 | 감포읍 |       |
| 전촌2교차로 ○        | 전촌2교차로 ○        | 전촌호동길                                     | 경주시 | 감포읍 |       |
| 명칭 없는 삼거리     | 명칭 없는 삼거리     | 감포대안1길                                    | 경주시 | 감포읍 |       |
| 명칭 없는 터널 1     | 명칭 없는 터널 1     |                                                | 경주시 | 감포읍 | 29.4m |
| 명칭 없는 터널 2     | 명칭 없는 터널 2     |                                                | 경주시 | 감포읍 | 29.4m |
| 오류교               |                      |                                                | 경주시 | 감포읍 |       |
| 오류교차로(로터리)   | 오류교차로(로터리)   | 동해안로 (31번국도), 조수곡길, 동해안로의 갓길 | 경주시 | 감포읍 |       |
| 동해안로와 직결      |                      |                                                | 경주시 | 감포읍 |       |

## 같이 보기
- 감포읍
- 국도 제31호선